# Глорія (Арад)
Спортивний клуб «Глорія» Арад (рум. Clubul Sportiv Gloria CTP Arad) — колишній румунський футбольний клуб з Арада, що існував у 1913—2014 роках.

## Досягнення
- Ліга I
  - Віце-чемпіон: 1929–30.